# طريق علوية

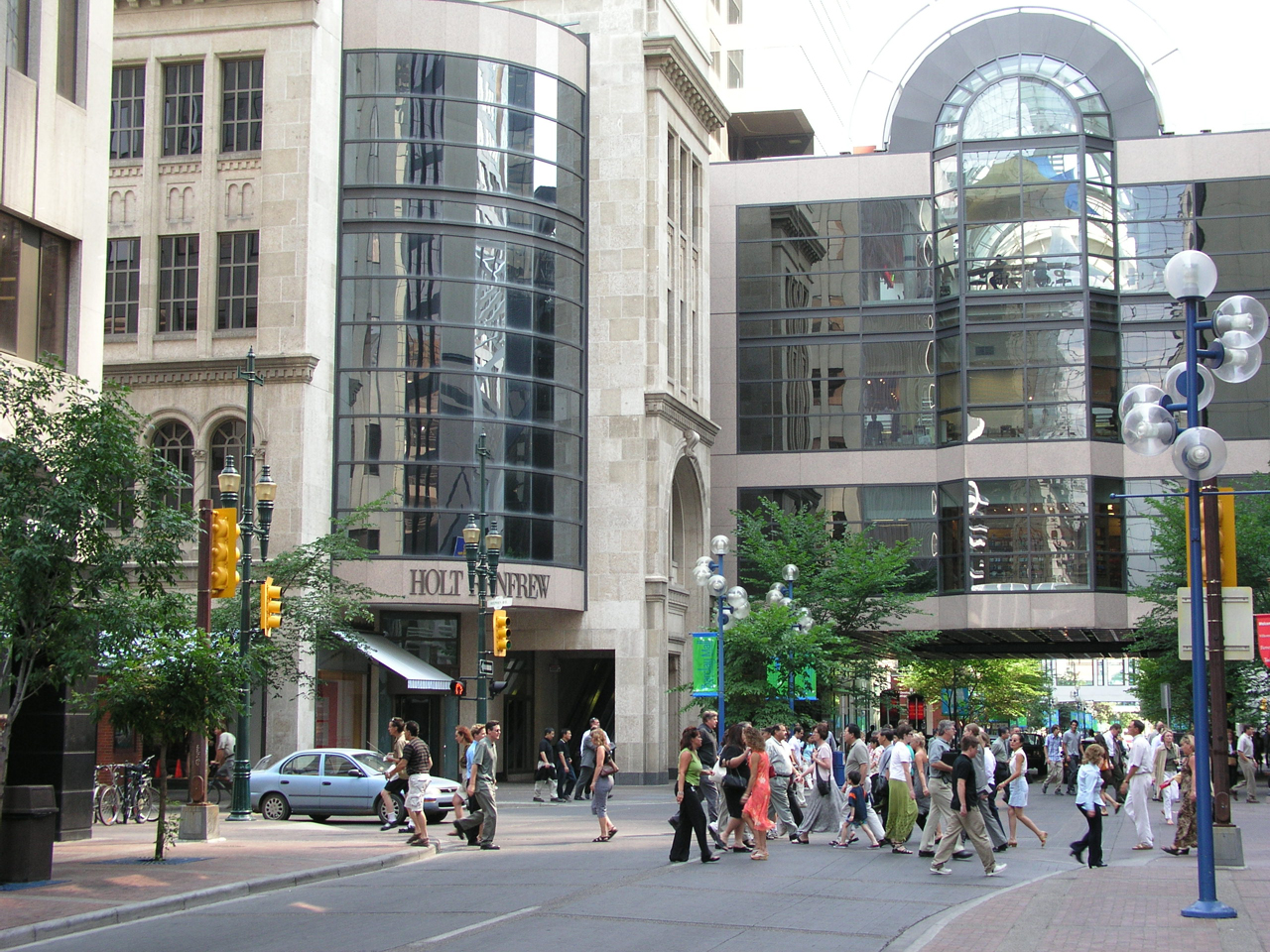
كالجاري بلس 15

الطريق العُلويَّة أو الممر العُلوي أو الجسر العُلوي هو نوع مرتفع من الممر يربط بين مبنيين أو أكثر في منطقة حضرية، أو يربط النقاط المرتفعة داخل مناطق الترفيه الجبلية. غالبًا ما تتخذ الممرات السماوية الحضرية شكل جسور المشاة المغلقة أو المغطاة التي تحمي المشاة من الطقس. وغالبًا ما تحتوي الممرات العلوية الحديثة في الجبال حاليًا على قيعان زجاجية. أحيانًا، تُصنع الممرات السماوية الحضرية المغلقة بالكامل تقريبًا من الزجاج، متضمنةً الأسقف والجدران والأرضيات. أيضًا، تعمل بعض الممرات الهوائية الحضرية بنحو صارم بوصفها متنزهات خطية مصممة للمشي.
عادة ما تكون الممرات السماوية في أمريكا الشمالية مملوكة للشركات، وبالتالي فهي ليست أماكن عامة (مقارنةً بالأرصفة). ومع ذلك، في آسيا -مثل الممرات السماوية في بانكوك وهونغ كونغ- يجري بناؤها وامتلاكها بنحو منفصل من قبل حكومة المدينة، إذ تربط بين محطات السكك الحديدية التي يديرها القطاع الخاص أو وسائل النقل الأخرى بجسور المشاة الخاصة بها، وتمتد لعدة كيلومترات. عادة ما تتصل Skyways في الطوابق القليلة الأولى فوق الطابق الأرضي، على الرغم من أنها أحيانًا أعلى من ذلك بكثير، كما هو الحال في أبراج بتروناس. غالبًا ما تكون المساحة الموجودة في المباني المتصلة بوساطة الممرات الهوائية مخصصة لأعمال البيع بالتجزئة، لذلك قد تعمل المناطق المحيطة بالطريق العلوي بوصفه مركز تسوق. غالبًا ما تحتوي المناطق غير التجارية ذات المباني المرتبطة ارتباطًا وثيقًا، مثل حرم الجامعات، على ممرات و/أو أنفاق تربط المباني.
أكبر شبكة طرق علوية متقطعة في العالم، هي كالجاري، ألبرتا، نظام «+15 ممشى في كندا»، ويبلغ إجمالي طولها 18 كم (11 ميل). نظام Minneapolis Skyway System هو أكبر نظام مستمر في العالم، ويمتد لمسافة 11 ميلًا (18 كم)، ويربط 80 كتلة في وسط مدينة مينيابوليس، مينيسوتا، v
الولايات المتحدة.
على نطاق أصغر، غالبًا ما ترتبط محطات المطارات الكبيرة بأنظمة الممر السماوي، كما هو الحال في مطار مانشستر في المملكة المتحدة؛ في العديد من المطارات، توفر الجسور النفاثة القابلة للسحب اتصالًا مباشرًا بين الطائرات والمحطات.
بعض المدن لديها ما يعادل طريقًا علويًا تحت الأرض، وهنالك أيضًا أنظمة مترو أنفاق / طرق علوية مختلطة؛ انظر مدينة تحت الأرض.

## أمثلة مبكرة
• فلورنسا، إيطاليا، ممر فاساري، يربط Palazzo Vecchio بـ Uffizi ثم إلى Palazzo Pitti، القرن السادس عشر.
• البندقية، إيطاليا، جسر التنهدات، يربط قصر دوجي والسجن، القرن السادس عشر.
• كوبنهاغن، الدنمارك: ممر علوي يربط مبنى المحاكم بالاستخدامات المجاورة، القرن الثامن عشر.
• فابورج، فونين، الدنمارك: سكاي ووك في سنتروم، القرن الثامن عشر.

### العوامل البيئية
إلى جانب سلامة المشاة وراحتهم، تتمثل الأسباب الرئيسية التي حددها المخططون الحضريون لتطوير الممر السماوي في تقليل الازدحام المروري، وتقليل تلوث هواء المركبات، وفصل الأشخاص عن ضوضاء المركبات. قدم عدد من المدن (مثلًا، سبوكان، واشنطن) تحليلًا معقدًا لأنظمة الممرات السماوية، التي تستخدم نماذج الكمبيوتر لتحسين تخطيط الممر السماوي.

### آثار سلبية
هنالك جدل حول التأثير السلبي للممرات العلوية في المناطق الحضرية. أشار روبرتسون (1988) إلى الآثار السلبية لأنشطة الشوارع والتخفيضات في قيمة الممتلكات على مستوى الأرض. وجد Woo (2012) أن أنظمة Skywalk يمكن أن ترتبط سلبًا بتعزيز الاستهلاكية. دعا Cui (2015) إلى مزيد من البحث في تأثير الممرات السماوية في البلدان النامية.

## معرض صور

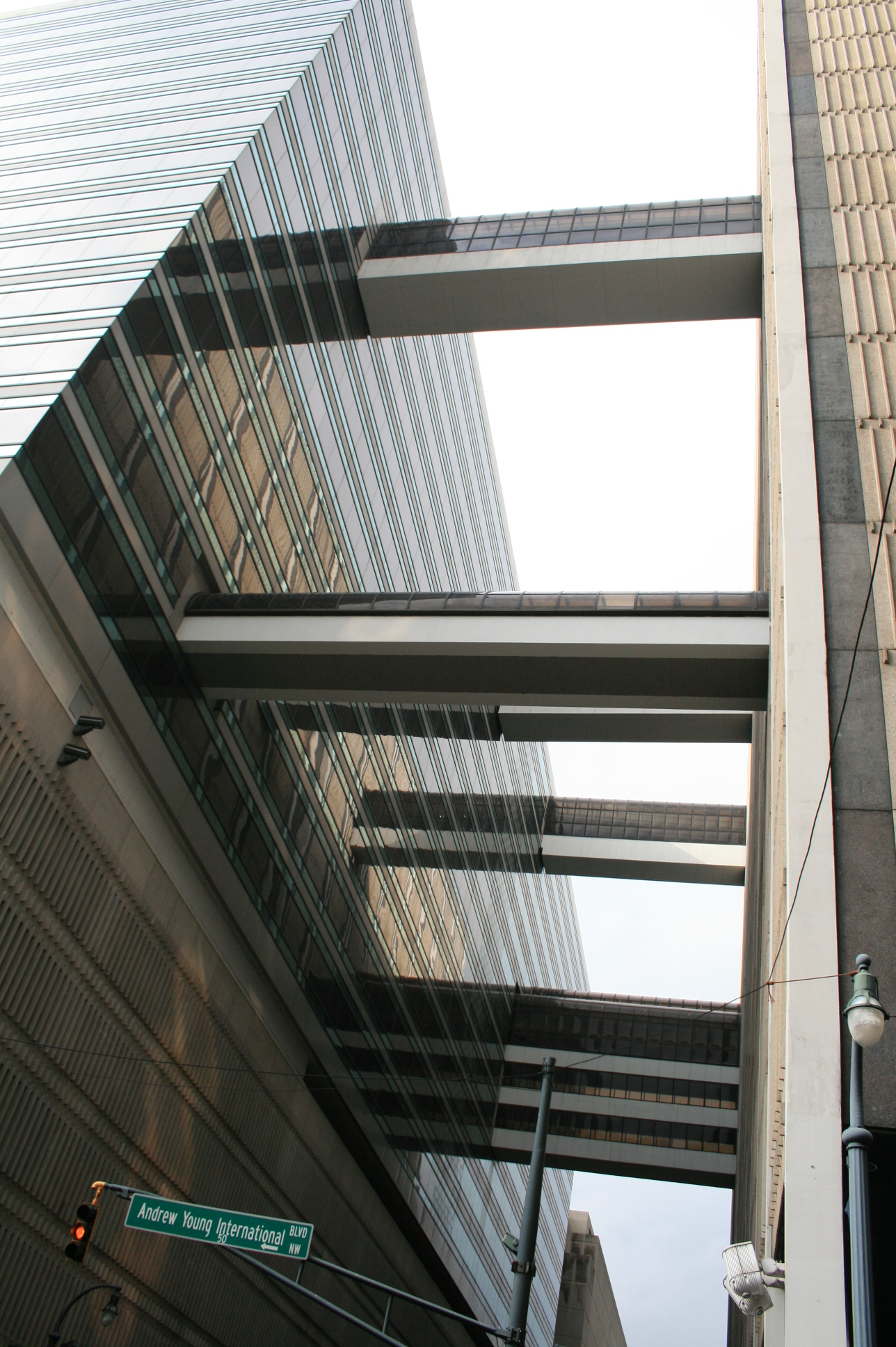
ممرات علوية في أتلانتا
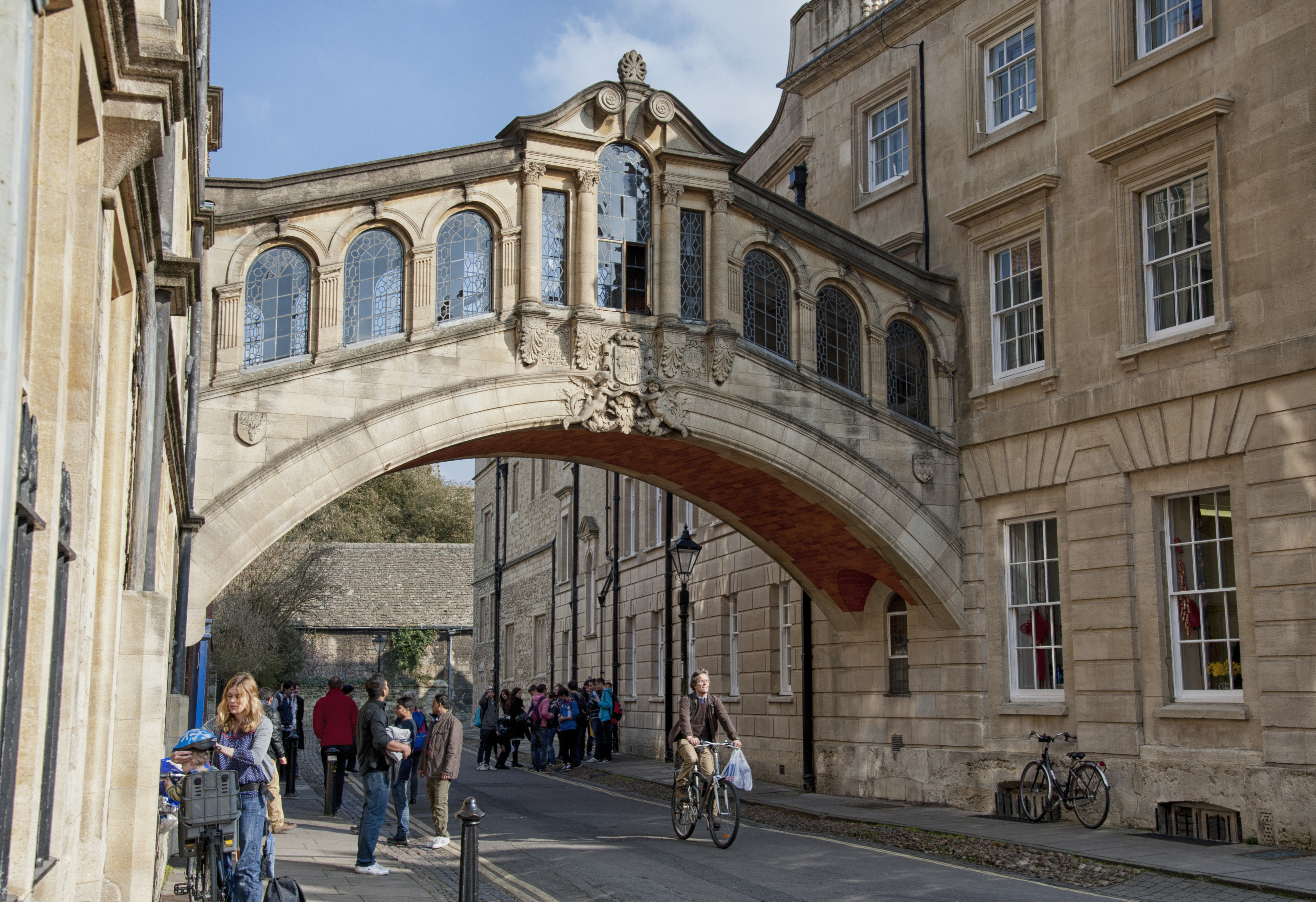
جسر التنهدات في أكسفورد
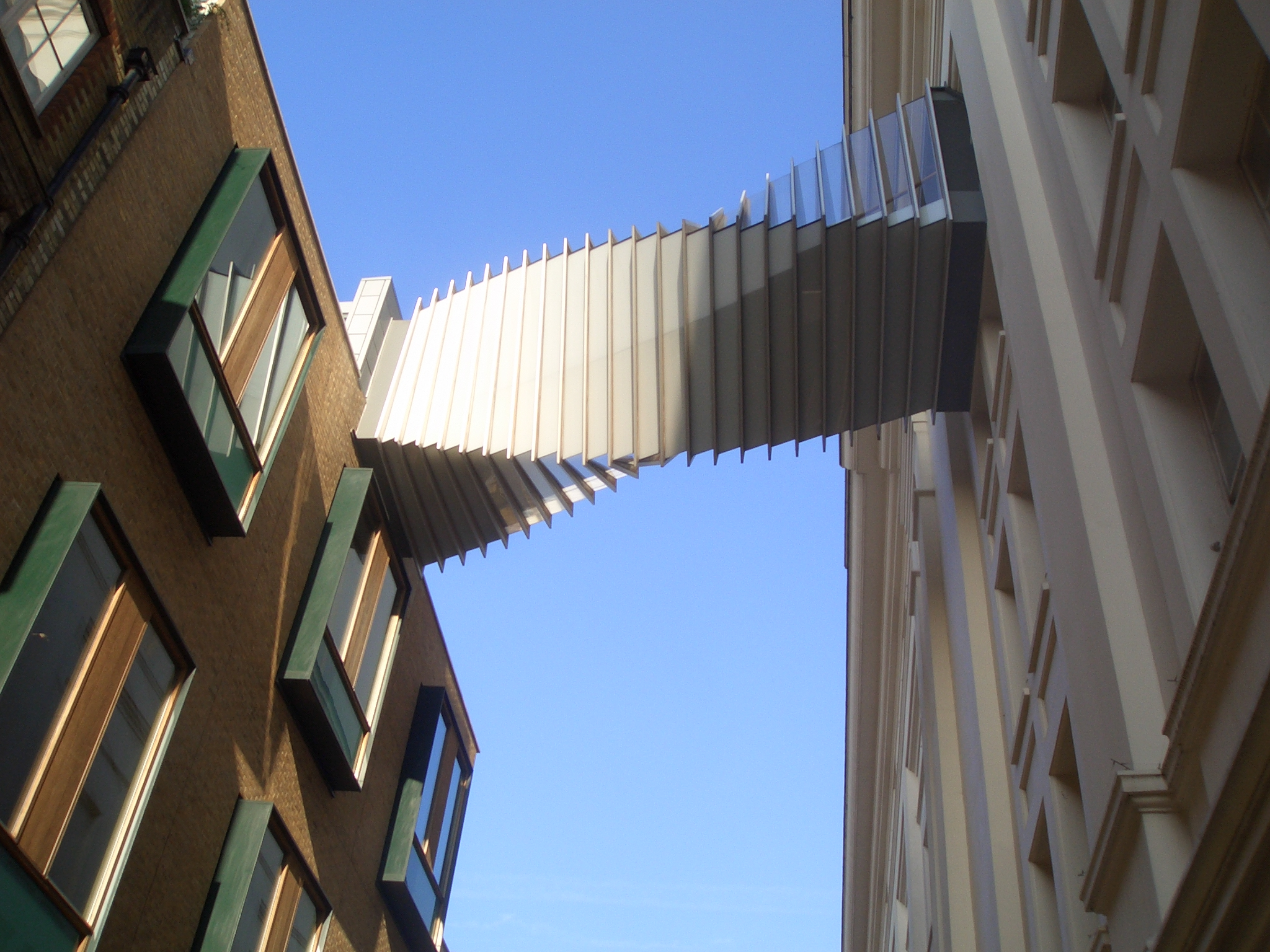
جسر الطموح، جسر علوي في كوفنت غاردن، لندن
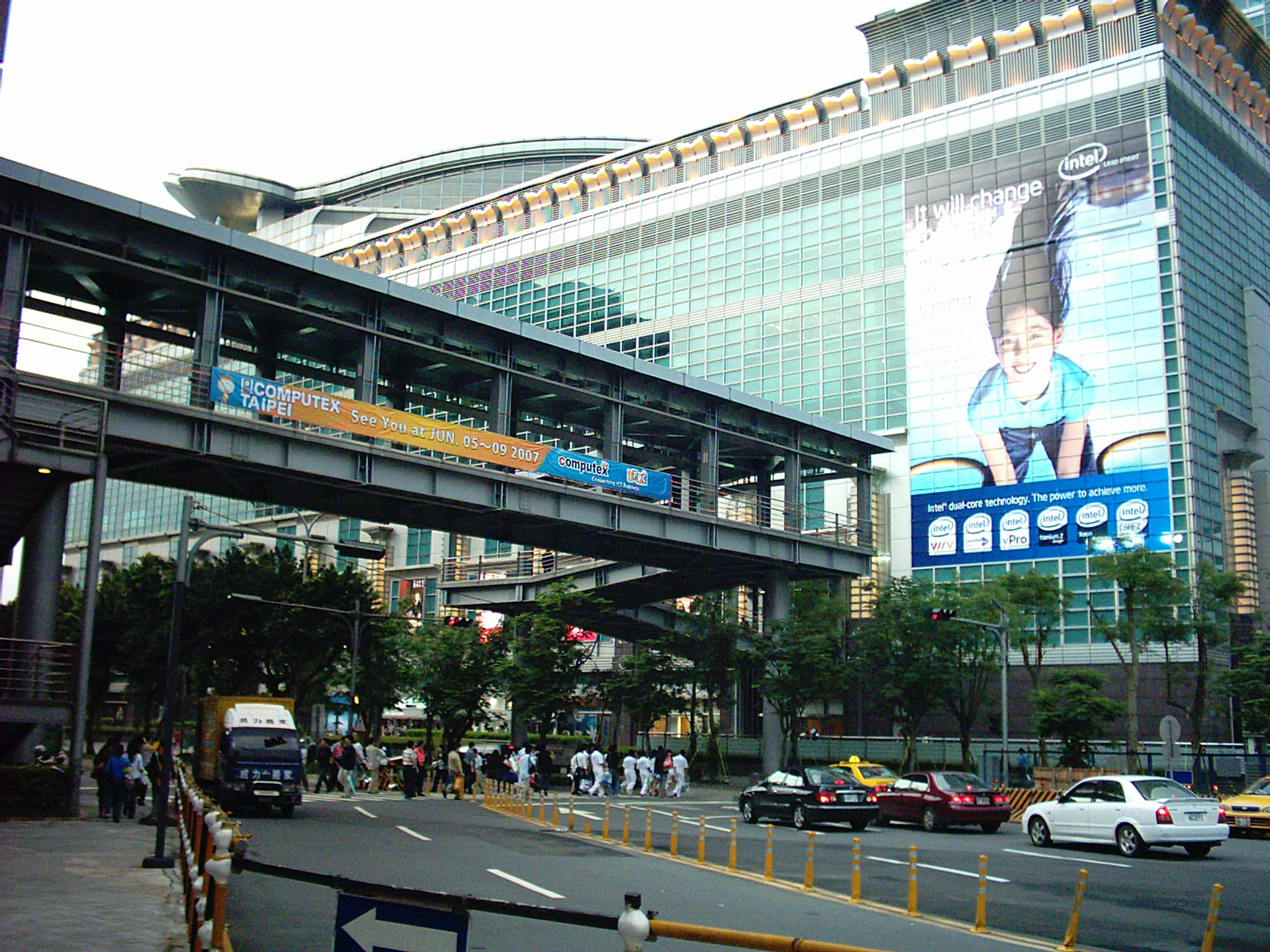
الطريق العلوي في تايبيه
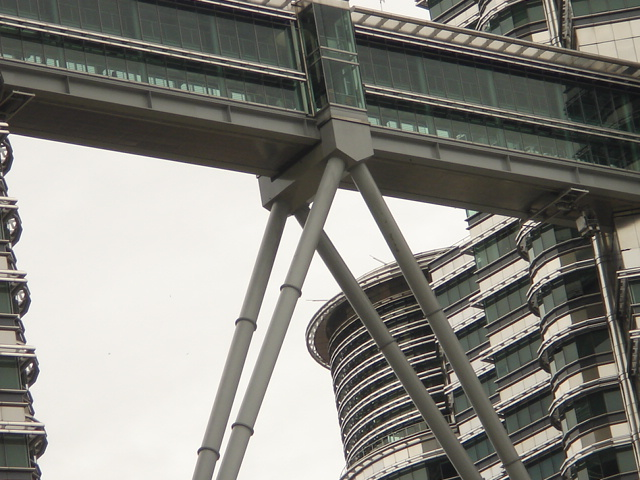
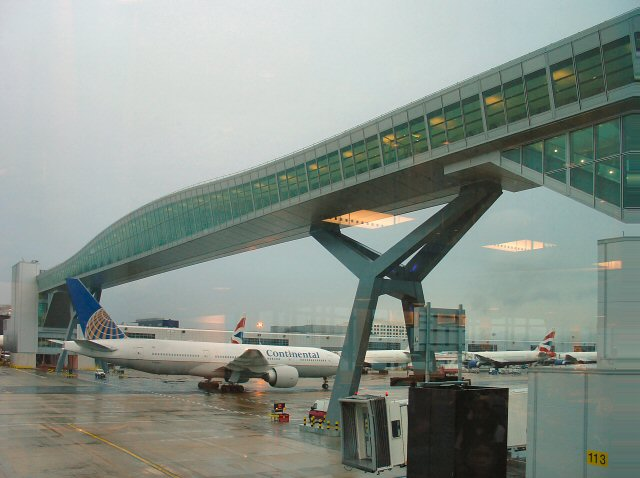
تم تصميم هذا الطريق العلوي في مطار غاتويك للسماح للطائرات بالمرور من تحته
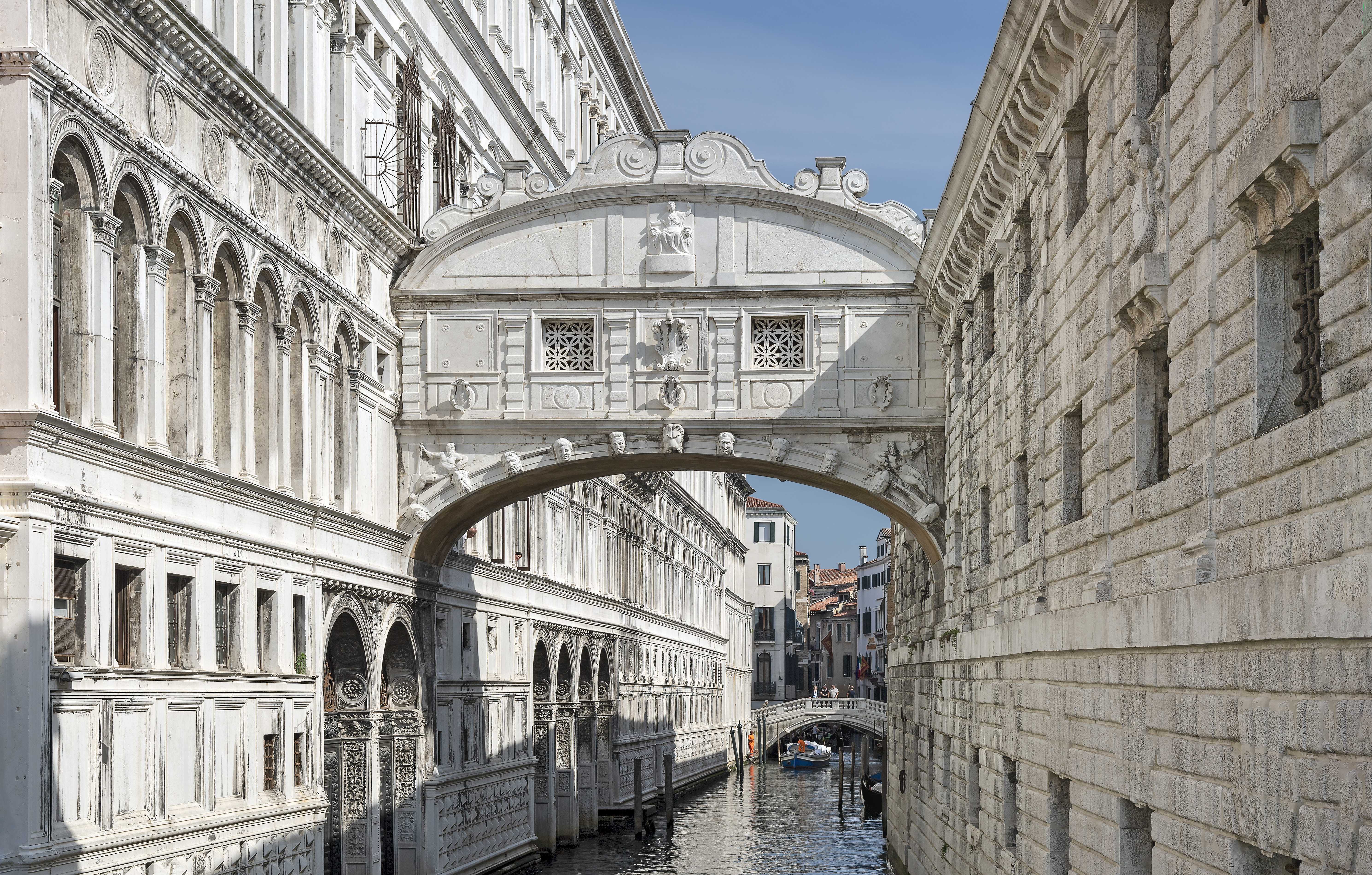
جسر التنهدات في البندقية